# Rômulo Braga
Rômulo Braga (Brasília, 8 de novembro de 1976) é um ator, roteirista e diretor brasileiro. Reconhecido por sua versatilidade e intensidade em performances dramáticas no cinema, teatro e televisão, acumulou aclamação crítica e diversos prêmios ao longo de sua carreira. Entre suas distinções notables, contam-se dois prêmios do Festival do Rio, um Kikito do Festival de Gramado e um Troféu Candango do Festival de Brasília, além de um Prêmio Guarani e múltiplas indicações.
Sua trajetória artística iniciou-se nos palcos teatrais de Minas Gerais na década de 1990, onde se destacou em montagens como A Prostituta Respeitosa, Aqueles Dois (pela qual foi premiado), e Trabalhos de Amor Perdidos. No cinema, ganhou proeminência com papéis marcantes em filmes como Mutum (2007), Sangue Azul (2014), Elon Não Acredita na Morte (2016) – que lhe rendeu o Candango de Melhor Ator –, O Barco (2020), Sol (2021), Carvão (2022) e O Rio do Desejo (2023). Na televisão, participou de séries aclamadas como Psi (2017), Treze Dias Longe do Sol (2017), Aruanas (2019), Rota 66: A Polícia que Mata (2022) e DNA do Crime (2023).

## Biografia
Nascido em Brasília, Distrito Federal, Rômulo Braga mudou-se com a família para Belo Horizonte, Minas Gerais, ainda durante a infância. Foi na capital mineira que seu interesse pelas artes cênicas despertou, influenciado por professores durante a adolescência escolar. Embora detalhes sobre sua formação teatral formal em instituições específicas não sejam amplamente divulgados, sua imersão no cenário teatral mineiro foi fundamental para seu desenvolvimento como ator. A participação em companhias teatrais, notadamente a Cia Luna Lunera, com a qual cocriou e atuou no premiado espetáculo Aqueles Dois, evidencia um processo de aprendizado e experimentação contínuos no fazer teatral.

## Carreira

### Teatro
Rômulo Braga iniciou sua trajetória profissional nos palcos teatrais na década de 1990. Seu primeiro trabalho de destaque foi na peça A Prostituta Respeitosa (1996), de Jean-Paul Sartre, com direção de Júlio Mackenzie. Seguiram-se participações em O Cigano (1997), dirigida por Ítalo Mudado, e uma montagem de Macário (1998), sob a direção de Marco Túlio Zerlotinni.
No início dos anos 2000, atuou em Hamlet em 15 Minutos (2001) e A Farsa da Boa Preguiça (2004), esta última dirigida por Alexandre Toledo. Sua colaboração com o diretor Marcos Vogel resultou nas peças De Pobre a Nobre (2005) e Trabalhos de Amor Perdidos (2006), esta última com a Companhia Lúdica dos Atores, que também foi premiada.
Um marco em sua carreira teatral foi o espetáculo Aqueles Dois (2007), uma criação coletiva da Cia Luna Lunera, que incluía Braga no processo de direção e no elenco. A peça, baseada no conto de Caio Fernando Abreu, obteve grande reconhecimento, rendendo a Rômulo Braga o Troféu Usiminas-Sinparc de Melhor Ator. Em 2008, participou de Cortiços, dirigida por Tuca Pinheiro.
Outros trabalhos listados em sua trajetória teatral incluem "Sarabanda" (2014), uma peça dirigida por Grace Passô e Ricardo Alves Jr., e "Um Pequeno Lapso da Razão" (2014), onde também atuou como codiretor ao lado de Alexandre Cioletti.

### Cinema
A estreia de Braga no cinema ocorreu em 2006 com Sonhos e Desejos, de Marcelo Santiago, filme premiado no Festival de Gramado. No mesmo ano, fez uma participação em Batismo de Sangue. Seu reconhecimento começou a se consolidar com Mutum (2007), dirigido por Sandra Kogut, que circulou por importantes festivais internacionais como Cannes, Berlim e Rotterdam, interpretando o Tio Terez.
Em 2014, destacou-se em Sangue Azul, de Lírio Ferreira, onde viveu Cangulo, papel que lhe rendeu o prêmio de Melhor Ator Coadjuvante no Festival do Rio. Em 2013, o curta "The Sun Against My Eyes", que ele também roteirizou, foi lançado.
A consagração como protagonista veio com Elon Não Acredita na Morte (2016), primeiro longa-metragem do diretor mineiro Ricardo Alves Jr.. Sua interpretação de Elon, um homem atormentado pela busca da esposa desaparecida, foi aclamada pela crítica e lhe garantiu o Troféu Candango de Melhor Ator no Festival de Brasília.
Em 2019, foi premiado como Melhor Ator no Festival de Gramado (Mostra de Curtas-Metragens Brasileiros) por sua atuação em Marie. No ano seguinte, protagonizou O Barco, baseado no texto de Carlos Emílio Correia Lima, que lhe rendeu uma indicação ao Prêmio Guarani de Melhor Ator.
Sua atuação em Sol (2021), dirigido por Lô Politi, foi amplamente reconhecida, garantindo-lhe prêmios de Melhor Ator no Festival do Rio, no Inffinito Film Festival e no Festival Internacional de Cinema do BRICS. Por Carvão (2022), de Carolina Markowicz, recebeu o Prêmio Guarani de Melhor Ator Coadjuvante.
Em 2023, integrou o elenco principal de O Rio do Desejo, dirigido por Sérgio Machado e baseado no conto "O Adeus do Comandante" de Milton Hatoum, interpretando Dalmo.

### Televisão
Na televisão, Rômulo Braga tem construído uma carreira sólida com participações em diversas produções. Sua estreia ocorreu em 2010 na série Força-Tarefa da Rede Globo. Em 2017, atuou na aclamada série Psi da HBO, no papel de Josué Almeida, e na minissérie Treze Dias Longe do Sol (Globo), como o operário Daréu.
Em 2019, interpretou Amir na série ambientalista Aruanas (Globoplay/Globo) e Luiz Cláudio Freitas em Irmãos Freitas (Space/Amazon Prime Video). No ano de 2021, participou da terceira temporada de Carcereiros (Globo).
Em 2022, Rômulo Braga esteve em duas produções de destaque: fez uma participação especial no episódio "Maria do Carmo" da série antológica Não Foi Minha Culpa (Star+), que aborda a violência contra mulheres, e interpretou o policial Dante Ramiro na série Rota 66: A Polícia que Mata (Globoplay), baseada no livro de Caco Barcellos.
A partir de 2023, ganhou destaque internacional como Benício na série policial DNA do Crime da Netflix, que teve sua segunda temporada confirmada. Em 2024, interpretou Chico da Cavanha em O Jogo que Mudou a História (Globoplay). Para 2025, está anunciado no elenco de Maria e o Cangaço (Star+) como Silvério Batista.

## Filmografia

### Televisão
| Ano       | Título                      | Personagem           | Notas                                                           | Diretor(es)                                 |
| --------- | --------------------------- | -------------------- | --------------------------------------------------------------- | ------------------------------------------- |
| 2010      | Força-Tarefa                | Sérgio Caçapa        | Episódio: "Adeus às Armas"                                      | José Alvarenga Júnior                       |
| 2017      | Psi                         | Josué Almeida        | Episódios: "As Descendentes: Parte 1" e "Parte 2" (Temporada 3) | Max Calligaris, Tata Amaral                 |
| 2017      | Treze Dias Longe do Sol     | Daréu                | Minissérie                                                      | Luciano Moura, Ismail Valid                 |
| 2019      | Aruanas                     | Amir                 | Temporada 1                                                     | Carlos Manga Jr., Estela Renner             |
| 2019      | Irmãos Freitas              | Luiz Cláudio Freitas |                                                                 | Walter Salles, Sérgio Machado, Aly Muritiba |
| 2021      | Carcereiros                 | Juarez               | Temporada 3                                                     | José Eduardo Belmonte                       |
| 2022      | Não Foi Minha Culpa         | Rômulo               | Episódio: "Maria do Carmo"                                      | Susanna Lira                                |
| 2022      | Rota 66: A Polícia que Mata | Dante Ramiro         |                                                                 | Philippe Barcinski, Diego Martins           |
| 2023–2025 | DNA do Crime                | Benício              |                                                                 | Heitor Dhalia                               |
| 2024      | O Jogo que Mudou a História | Chico da Cavanha     |                                                                 | Heitor Dhalia                               |
| 2025      | Maria e o Cangaço           | Silvério Batista     |                                                                 | Sérgio Machado                              |

### Cinema
| Ano  | Título                              | Personagem                | Notas                              | Diretor(es)                                                         |
| ---- | ----------------------------------- | ------------------------- | ---------------------------------- | ------------------------------------------------------------------- |
| 2006 | Sonhos e Desejos                    | Camilo                    |                                    | Marcelo Santiago                                                    |
| 2006 | Batismo de Sangue                   | Líder estudantil          |                                    | Helvécio Ratton                                                     |
| 2007 | Mutum                               | Tio Terez                 |                                    | Sandra Kogut                                                        |
| 2007 | Bem Próximo do Mal                  |                           |                                    | Felipe Izar                                                         |
| 2008 | Oxicianureto de Mercúrio            | Homem                     | Curta-metragem                     | Ciara Roza                                                          |
| 2009 | O Menino Japonês                    | Matheus                   | Curta-metragem                     | Caetano Gotardo                                                     |
| 2011 | Desassossego (Filme das Maravilhas) |                           | Segmento "Uma Carta para o Líbano" | Fellipe Barbosa, Karen Harley (filme completo por vários diretores) |
| 2011 | As Horas Vulgares                   | Théo                      |                                    | Rodrigo de Oliveira, Vitor Graize                                   |
| 2012 | O Que Se Move                       | Eduardo                   |                                    | Caetano Gotardo                                                     |
| 2013 | The Sun Against My Eyes             | Man                       | Curta-metragem; Também roteirista  | Julieta Roitman                                                     |
| 2014 | Sangue Azul                         | Cangulo                   |                                    | Lírio Ferreira                                                      |
| 2014 | Um Pequeno Lapso da Razão           |                           | Também codiretor                   | Alexandre Cioletti, Rômulo Braga                                    |
| 2015 | Teobaldo Morto, Romeu Exilado       | Maxsuel (Max)             |                                    | Rodrigo de Oliveira                                                 |
| 2015 | Punhal                              | Oxu                       |                                    | Lucrecia Martel (segmento do filme "Aqui, em Lisboa")               |
| 2015 | A Hora e a Vez de Augusto Matraga   | Juruminho                 |                                    | Vinícius Coimbra                                                    |
| 2016 | Eclipse Solar                       |                           | Curta-metragem                     | Rodrigo de Oliveira                                                 |
| 2016 | Território                          |                           | Curta-metragem                     | Alexandra Cuesta                                                    |
| 2016 | O Último Trago                      | Cláudio                   |                                    | Luiz Pretti, Pedro Diógenes, Ricardo Pretti                         |
| 2016 | Elon Não Acredita na Morte          | Elon                      |                                    | Ricardo Alves Júnior                                                |
| 2017 | Joaquim                             | Januário                  |                                    | Marcelo Gomes                                                       |
| 2017 | Organismo                           |                           |                                    | Jeorge Pereira                                                      |
| 2017 | Quando a Terra Treme                |                           | Curta-metragem                     | Walter Salles                                                       |
| 2018 | Os Que se Vão                       |                           | Curta-metragem                     | Daniel Lisboa                                                       |
| 2018 | Os Dias sem Tereza                  | Homem da sinuca           |                                    | Thiago Taves Sobreiro                                               |
| 2018 | Sununga                             | Pescador                  | Curta-metragem                     | Harielson Almeida                                                   |
| 2018 | Os Sonâmbulos                       | Ruiz                      |                                    | Thiago Mata Machado                                                 |
| 2019 | No Coração do Mundo                 | Michel                    |                                    | Gabriel Martins, Maurílio Martins                                   |
| 2019 | Marie                               |                           | Curta-metragem                     | Leo Tabosa                                                          |
| 2019 | Carcereiros: O Filme                | Juarez                    |                                    | José Eduardo Belmonte                                               |
| 2019 | Os Mais Amados                      |                           | Curta-metragem                     | Rodrigo de Oliveira                                                 |
| 2020 | Desterro                            | Júlio                     |                                    | Maria Clara Escobar                                                 |
| 2020 | Natureza Morta                      | Manoel Barbosa            |                                    | Clarissa Ramalho                                                    |
| 2020 | O Barco                             | Letra A                   |                                    | Petrus Cariry                                                       |
| 2021 | Valentina                           | Renato Campos de Carvalho |                                    | Cássio Pereira dos Santos                                           |
| 2022 | Sol                                 | Theo                      |                                    | Lô Politi                                                           |
| 2022 | Carvão                              | Jairo                     |                                    | Carolina Markowicz                                                  |
| 2023 | O Rio do Desejo                     | Dalmo                     |                                    | Sérgio Machado                                                      |
| 2023 | O Estranho                          | Jorge                     |                                    | Flora Dias, Juruna Mallon                                           |
| 2024 | Manas                               | Marcílio                  |                                    | Marianna Brennand                                                   |
| 2024 | Levante                             | João                      |                                    | Lillah Halla                                                        |
| 2024 | Homem com H                         | Pai de Ney                |                                    | Esmir Filho                                                         |

## Teatro
| Ano  | Título                     | Direção                                                                                                   | Companhia/Notas             |
| ---- | -------------------------- | --- | --------------------------- |
| 1996 | A Prostituta Respeitosa    | Júlio Mackenzie                                                                                           | [ 1 ]                       |
| 1997 | O Cigano                   | Ítalo Mudado                                                                                              | [ 1 ]                       |
| 1998 | Macário                    | Marco Túlio Zerlotinni                                                                                    | [ 1 ]                       |
| 2001 | Hamlet em 15 Minutos       | Marcos Vogel                                                                                              | [ 1 ]                       |
| 2004 | A Farsa da Boa Preguiça    | Alexandre Toledo                                                                                          | [ 1 ]                       |
| 2005 | De Pobre a Nobre           | Marcos Vogel                                                                                              | [ 1 ]                       |
| 2006 | Trabalhos de Amor Perdidos | Marcos Vogel                                                                                              | Companhia Lúdica dos Atores |
| 2007 | Aqueles Dois               | Cláudio Dias, Marcelo Souza e Silva, Odilon Esteves, Rômulo Braga e Zé Walter Albinati (Direção Coletiva) | Cia Luna Lunera             |
| 2008 | Cortiços                   | Tuca Pinheiro                                                                                             | [ 1 ]                       |
| 2014 | Sarabanda                  | Grace Passô, Ricardo Alves Jr.                                                                            | [ 1 ]                       |
| 2014 | Um Pequeno Lapso da Razão  | Alexandre Cioletti, Rômulo Braga                                                                          | Também codiretor            |

## Prêmios e indicações
| Ano  | Associações                                            | Categoria                                                       | Nomeações                   | Resultado | Ref.         |
| ---- | ------------------------------------------------------ | --------------------------------------------------------------- | --------------------------- | --------- | ------------ |
| 2007 | 5º Prêmio Usiminas-Sinparc                             | Melhor Ator                                                     | Aqueles Dois                | Venceu    | [ 4 ] [ 2 ]  |
| 2014 | Festival Internacional de Cinema do Rio                | Melhor Ator Coadjuvante                                         | Sangue Azul                 | Venceu    | [ 28 ]       |
| 2016 | Festival de Cinema de Brasília                         | Melhor Ator                                                     | Elon Não Acredita na Morte  | Venceu    | [ 29 ]       |
| 2018 | CinEuphoria Awards                                     | Melhor Elenco (Competição Nacional)                             | Joaquim                     | Indicado  | [ 30 ]       |
| 2019 | Festival de Cinema de Gramado                          | Melhor Ator em Curta-metragem                                   | Marie                       | Venceu    | [ 7 ]        |
| 2019 | 13º Curta Canoa - Festival de Cinema de Canoa Quebrada | Melhor Ator                                                     | Marie                       | Venceu    | [ 1 ]        |
| 2021 | Festival Internacional de Cinema do Rio                | Melhor Ator                                                     | Sol                         | Venceu    | [ 9 ]        |
| 2021 | Inffinito Film Festival                                | Melhor Ator                                                     | Sol                         | Venceu    | [ 10 ]       |
| 2021 | Festival Internacional de Cinema do BRICS              | Melhor Ator                                                     | Sol                         | Venceu    | [ 11 ] [ 1 ] |
| 2021 | Prêmio Guarani de Cinema Brasileiro                    | Melhor Ator                                                     | O Barco                     | Indicado  | [ 31 ]       |
| 2022 | Pena de Prata                                          | Melhor Elenco em Minissérie, Série Antológica ou Especial de TV | Rota 66: A Polícia que Mata | Indicado  | [ 32 ]       |
| 2023 | Prêmio Guarani de Cinema Brasileiro                    | Melhor Ator                                                     | Sol                         | Indicado  |              |
| 2023 | Prêmio Guarani de Cinema Brasileiro                    | Melhor Ator Coadjuvante                                         | Carvão                      | Venceu    |              |
| 2024 | Festival Sesc Melhores Filmes                          | Melhor Ator Nacional                                            | O Rio do Desejo             | Pendente  |              |